# Charlotte Harbor
Charlotte Harbor es un lugar designado por el censo ubicado en el condado de Charlotte en el estado estadounidense de Florida. En el Censo de 2010 tenía una población de 3714 habitantes y una densidad poblacional de 286,62 personas por km².

## Geografía
Charlotte Harbor se encuentra ubicado en las coordenadas 26°57′41″N 82°3′34″O / 26.96139, -82.05944. Según la Oficina del Censo de los Estados Unidos, Charlotte Harbor tiene una superficie total de 12.96 km², de la cual 5.97 km² corresponden a tierra firme y (53.95%) 6.99 km² es agua.

## Demografía
Según el censo de 2010, había 3714 personas residiendo en Charlotte Harbor. La densidad de población era de 286,62 hab./km². De los 3714 habitantes, Charlotte Harbor estaba compuesto por el 89.34% blancos, el 5.98% eran afroamericanos, el 0.19% eran amerindios, el 1.7% eran asiáticos, el 0.11% eran isleños del Pacífico, el 1.1% eran de otras razas y el 1.59% pertenecían a dos o más razas. Del total de la población el 5.6% eran hispanos o latinos de cualquier raza.